# 呉市体育館
呉市体育館（くれしたいいくかん）は、広島県呉市中央4丁目にあるスポーツ施設。
株式会社IHIとのネーミングライツ（命名権）契約により、2019年（平成31年）4月より施設名がIHIアリーナ呉となっている。

## 沿革
- 1963年（昭和38年） - 着工。
- 1964年（昭和39年）4月 - 開業[3]
- 2006年（平成18年）4月 - 呉市体育振興財団が指定管理者となる[3]。
- 2018年（平成30年）10月 - リニューアルオープン。
- 2019年（平成31年）4月 - ネーミングライツ契約により施設名がIHIアリーナ呉となる[2]。

## 設備

### 1階
- メインアリーナ 41m×41m
- サブアリーナ 25m×9m
- 大会議室 12.5m×9m
- ロビー
- 更衣室・シャワー室

### 2階
- 観覧席 2,700席（アリーナ）
- 小会議室 7m×5m （4部屋)

## アクセス
- 鉄道
  - JR呉線「呉駅」 徒歩10分
- バス
  - 広電バス 高速バスクレアライン、焼山線、熊野苗代線「体育館前」バス停 徒歩2分

## 付近のスポーツ施設
- 呉市総合体育館（シシンヨーオークアリーナ）
- 広島市安芸区スポーツセンター
- 竹原市体育館（バンブー体育館）
- 警固屋体育館
- 東広島運動公園
- 三原リージョンプラザ